# Theatre of Darkness: Yamishibai
Theatre of Darkness: Yamishibai (闇芝居?, Yami shibai, lett. "Dramma oscuro") è una serie televisiva anime prodotta dallo studio ILCA e mandata in onda su TV Tokyo.
Nel 2020 è andato in onda lo spin-off Ninja Collection.

## Trama
Ogni pomeriggio alle cinque, un uomo mascherato, il  Gaito kamishibaiya  (街頭紙芝居?, Gaitō kamishibai), appare al parco giochi. Si presenta sempre con un teatrino mobile, col quale rappresenta, attraverso la tecnica del kamishibai, diverse storie dell'orrore e leggende metropolitane autoconclusive, con figure e temi tipici del folclore giapponese. 

## Anime

### Lista episodi Theatre of Darkness: Yamishibai
| Nº | Titolo italiano       | Episodi | Trasmissione | Trasmissione |
| Nº | Titolo italiano       | Episodi | Giappone     | Italia       |
| 1  | Prima serie           | 13      | 2013         | -            |
| 2  | Seconda serie         | 13      | 2014         | -            |
| 3  | Terza serie           | 13      | 2016         | -            |
| 4  | Quarta serie          | 13      | 2017         | -            |
| 5  | Quinta serie          | 13      | 2017         | -            |
| 6  | Sesta serie           | 13      | 2018         | -            |
| 7  | Settima serie         | 13      | 2019         | -            |
| 8  | Ottava serie          | 13      | 2021         | -            |
| 9  | Nona serie            | 13      | 2021         | -            |
| 10 | Decima serie          | 13      | 2022         | -            |
| 11 | Undicesima serie      | 13      | 2023         | -            |
| 12 | Dodicesima serie      | 13      | 2024         | -            |
| 13 | Tredicesima serie     | 13      | 2024         | -            |
| 14 | Quattordicesima serie | 13      | 2025         | -            |

### Lista episodi Ninja Collection
| Nº | Titolo italiano | Episodi | Trasmissione | Trasmissione |
| Nº | Titolo italiano | Episodi | Giappone     | Italia       |
| 1  | Prima serie     | 13      | 2020         | -            |
|    |                 |         |              |              |